# Porté-Puymorens
Porté-Puymorens (catalansk: Portè i Pimorent) er en by og kommune i departementet Pyrénées-Orientales i Sydfrankrig.

## Geografi
Porté-Puymorens ligger i Cerdagne 122 km vest for Perpignan. Nærmeste by er mod syd Porta (3 km).

## Demografi

### Udvikling i folketal
| 1962                                                              | 1968 | 1975 | 1982 | 1990 | 1999 | 2007 | 2015 | 2017 |
| ----------------------------------------------------------------- | ---- | ---- | ---- | ---- | ---- | ---- | ---- | ---- |
| 185                                                               | 108  | 113  | 119  | 121  | 147  | 124  | 105  | 101  |
| Tal fra og med 1962 er uden dobbelttælling (sans doubles comptes) |      |      |      |      |      |      |      |      |